# Nell'aria (album Marcella Bella)
Nell'aria è il decimo album della cantante Marcella Bella, pubblicato dall'etichetta discografica CBS nel 1983.

## Il disco
È il disco che segna la svolta "sexy" della cantante.
Nell'aria è il brano di punta; la forza del pezzo è travolgente, l'interpretazione carnale, la voce, moltiplicata dagli echi, tocca vette altissime e beneficia a sua volta del magistrale arrangiamento di Celso Valli, che spicca per un sublime assolo di sax. Il brano viene presentato al Festivalbar, diventa uno dei grandi successi dell'estate e la riporta ancora una volta tra le prime posizioni delle classifiche di vendita (oltre 150 000 copie vendute). Oggetto di innumerevoli cover internazionali e remix, Nell'aria è ancora oggi considerato tra i momenti musicali più rappresentativi degli anni '80.
Nell'omonimo album trovano posto pezzi che trattano tematiche legate all'amore passionale, all'eros, talvolta in chiave ironica e provocatoria.
Fra i brani migliori dell'album troviamo Quel muro e La battaglia, quest'ultimo successivamente inciso per ben due volte anche da Viola Valentino: prima all'interno dell'album Esisto (1994), e molti anni dopo in una raffinata versione acustica per la raccolta Rose e Chanel (2013).
Da segnalare la valida rilettura di Ancora tu di Mogol-Battisti, che chiude l'album.

## Tracce
1. Nell'aria (testo: Mogol – musica: Gianni Bella)
2. La battaglia (testo: Mogol – musica: Gianni Bella)
3. Miao (testo: Cheope – musica: Gianni Bella)
4. Quel muro (testo: Mogol – musica: Gianni Bella)
5. Sesso e amore (testo: Mogol – musica: Mario Lavezzi)
6. Di nuovo in volo (testo: Cheope – musica: Rosario Bella)
7. Non mi avrai (testo: Cheope – musica: Mauro Paoluzzi)
8. Ancora tu (testo: Mogol – musica: Lucio Battisti) – Cover inserita successivamente anche nell'album Canta Battisti del 1990.

## Formazione
- Marcella Bella – voce
- Gigi Cappellotto – basso
- Lele Melotti – batteria
- Paolo Gianolio – chitarra
- Celso Valli – tastiera
- Aldo Banfi – sintetizzatore
- Fio Zanotti – tastiera
- Maurizio Preti – percussioni
- Luigi Tonet – sequencer
- Rudy Trevisi – sax